# Mattias Sjögren
Mattias Sjögren (ur. 27 listopada 1987 w Landskronie) – szwedzki hokeista, reprezentant Szwecji.
Jego brat Marcus (ur. 1985) także został hokeistą.

## Kariera
- Rögle BK J18 (2003-2004)
- Rögle BK J20 (2004-2006)
- Rögle BK (2005-2010)
- Färjestad BK (2010-2012)
- Hershey Bears (2012-2013)
- Linköpings HC (2013-2015)
- Ak Bars Kazań (2015-2016)
- ZSC Lions (2016-2018)
- Rögle BK (2018-2022)

Wychowanek klubu IF Lejonet. Od połowy 2015 do maja 2016 zawodnik Ak Barsu Kazań w lidze KHL. Od czerwca 2016 zawodnik ZSC Lions. W ponownie został zawodnikiem macierzystego Rögle BK. W 2019 został kapitanem drużyny. W lipcu 2022 ogłosił zakończenie kariery.
Uczestniczył w turniejach mistrzostw świata w 2011, 2014, 2015, 2016.

## Sukcesy
Reprezentacyjne
- Srebrny medal mistrzostw świata: 2011
- Brązowy medal mistrzostw świata: 2014

Klubowe
- Awans do Elitserien: 2008 z Rögle
- Złoty medal mistrzostw Szwecji: 2011 z Färjestad BK
- Złoty medal mistrzostw Szwajcarii: 2018 z ZSC Lions

Indywidualne
- Svenska hockeyligan (2014/2015): Trofeum Petera Forsberga dla najlepszego napastnika sezonu[8][9]